# Georg Anton Walter
Georg Anton Walter (ca. 1772 - 1842) fou un violinista i compositor alemany.
Va ser deixeble de Kreutzer a París i el 1792 dirigí l'orquestra de l'Òpera de Rouen. Va compondre Quartets per a instruments d'arc, Trios, Sonates, per a violí, etc.